# Resolve
Resolve, född 6 maj 2011 i Kanada, är en kanadensisk varmblodig travhäst. Han tränades och kördes av Åke Svanstedt i USA.
Resolve tävlade åren 2013–2017 och tillhörde världseliten över sprinterdistans under denna period. Han sprang in 23 miljoner kronor på 65 starter varav 18 segrar, 17 andraplatser och 9 tredjeplatser. Bland hans främsta meriter räknas segrarna i TVG Free for All (2015), Maple Leaf Trotting Classic (2016), John Cashman Memorial (2016, 2017), Arthur J. Cutler Memorial (2016, 2017), International Trot (2016), andraplatsen i Elitloppet (2016) och tredjeplatserna i Yonkers Trot (2014), Elitloppet (2017).
Den 31 oktober 2017 beslutades att Resolve slutar att tävla. Detta efter att ha fått problem efter ett förmodat ormbett i samband med ett lopp i september 2017. Han är sedan dess verksam som avelshingst i hemlandet Kanada.